# Witstaarttityra
De witstaarttityra (Tityra leucura) is een zangvogel uit de familie Tityridae.

## Verspreiding en leefgebied
Deze soort komt voor in het westelijke Amazonegebied van Brazilië.

## Status
Er is weinig over deze vogel bekend. In 1829 is een exemplaar verzameld en sindsdien is deze vogel alleen in 2006 nog een keer gezien.